# Эпкин (Кочкорский район)
Эпкин (кирг. Эпкин) — высокогорное село Кочкорского района. Входит в состав Чолпонского аильного округа в Нарынской области Кыргызской Республики.
Население в 2009 году составляло 1637 человек. Жители села занимаются, в основном, сельским хозяйством, животноводством.
Расположено в районе ожидаемых землетрясений II категории опасности с балльностью 5-7. Отмечено возможное развитие процессов подтопления населённого пункта